# Frauenkirche (Munique)
A Frauenkirche (nome usual da Catedral de Nossa Senhora Bendita) é a maior igreja da capital bávara de Munique. Localizada no centro da cidade na "Frauenplatz 1", a catedral católica é um sinal importante e uma atracção turística popular na cidade.
Hoje, a catedral domina o centro da cidade e suas torres podem ser vistas de todas as posições. A municipalidade proibiu a construção de qualquer estrutura superior a 100 metros nas proximidades da catedral. É possível subir na sua torre sul que oferece uma vista panorâmica da cidade e das montanhas.